# Nai Phuan Ong
Nai Phuan Ong (* 10. September 1948 in Penang, Malaysia) ist ein US-amerikanischer Physiker und Professor für Physik an der Princeton University in New Jersey.

## Leben
Ong wanderte 1967 zusammen mit seiner Familie in die USA ein. Dort studierte er bis 1971 Physik am Columbia College und von 1971 bis 1976 an der University of California in Berkeley, an der er seinen Ph.D. erhielt. Im selben Jahr wurde er Assistant Professor an der University of Southern California, Los Angeles. 1982 wurde er schließlich an ebender Universität Associate Professor. Seit 1985 ist er Full Professor an der Princeton University. Von 1987 bis 1989 war er zudem Berater bei den David Sarnoff laboratories in Princeton. Im Jahr 2003 wurde er zum Eugene Higgins Professor of Physics ernannt. Seit 2006 ist er Mitglied der American Academy of Arts and Sciences, seit 2012 Mitglied der National Academy of Sciences der USA.

## Forschung
In den 1970er und 1980er Jahren führte Ong einflussreiche Arbeiten an Ladungsdichtewellen in Festkörpern durch. Nach der Entdeckung der Hochtemperatursupraleitung arbeitete Ong an Transportphänomenen in Cuprat-Supraleitern. Für diese Arbeiten wurde ihm im Jahr 2006 der Kamerlingh-Onnes-Preis zuerkannt. Zurzeit forscht Ong überwiegend an Dirac- und Weyl-Halbmetallen, dem thermischen Hall-Effekt und topologischen Supraleitern.

## Schriften
- Mit Ravin Bhatt: More is Different: Fifty Years of Condensed Matter Physics, Princeton University Press, 2001[11]